# Laleczka (powieść)
Laleczka (norw. Jagerdukken) – powieść kryminalna norweskiego pisarza Gerta Nygårdshauga (w Polsce pod pseudonimem Gert Godeng), opublikowana w 1987, a w Polsce w 2008.
Jest drugą powieścią cyklu Krew i wino, w której występuje smakosz, znawca języków i detektyw amator Fredric Drum. Akcja rozgrywa się głównie w hotelu Savalen i jego okolicach, na terenie norweskiej doliny Rødalen (w rejonie Østerdalen). W torfowisku znaleziono tam dwie mumie bagienne oraz kilka przedmiotów pokrytych tajemniczymi znakami, przypominającymi pismo obrazkowe. Fredric Drum, wraz ze swoim angielskim przyjacielem - Stephenem Prattem, przyjeżdża zbadać szczątki, współpracując z dużą ekipą archeologiczną. Istotnym elementem powieści jest grenlandzka, myśliwska laleczka-talizman, przewijająca się w wielu wątkach. Urozmaiceniem narracji są bogate opisy wędkarskie (obaj przyjaciele oddają się tej pasji w wolnych chwilach).
Charakterystyczne postacie:

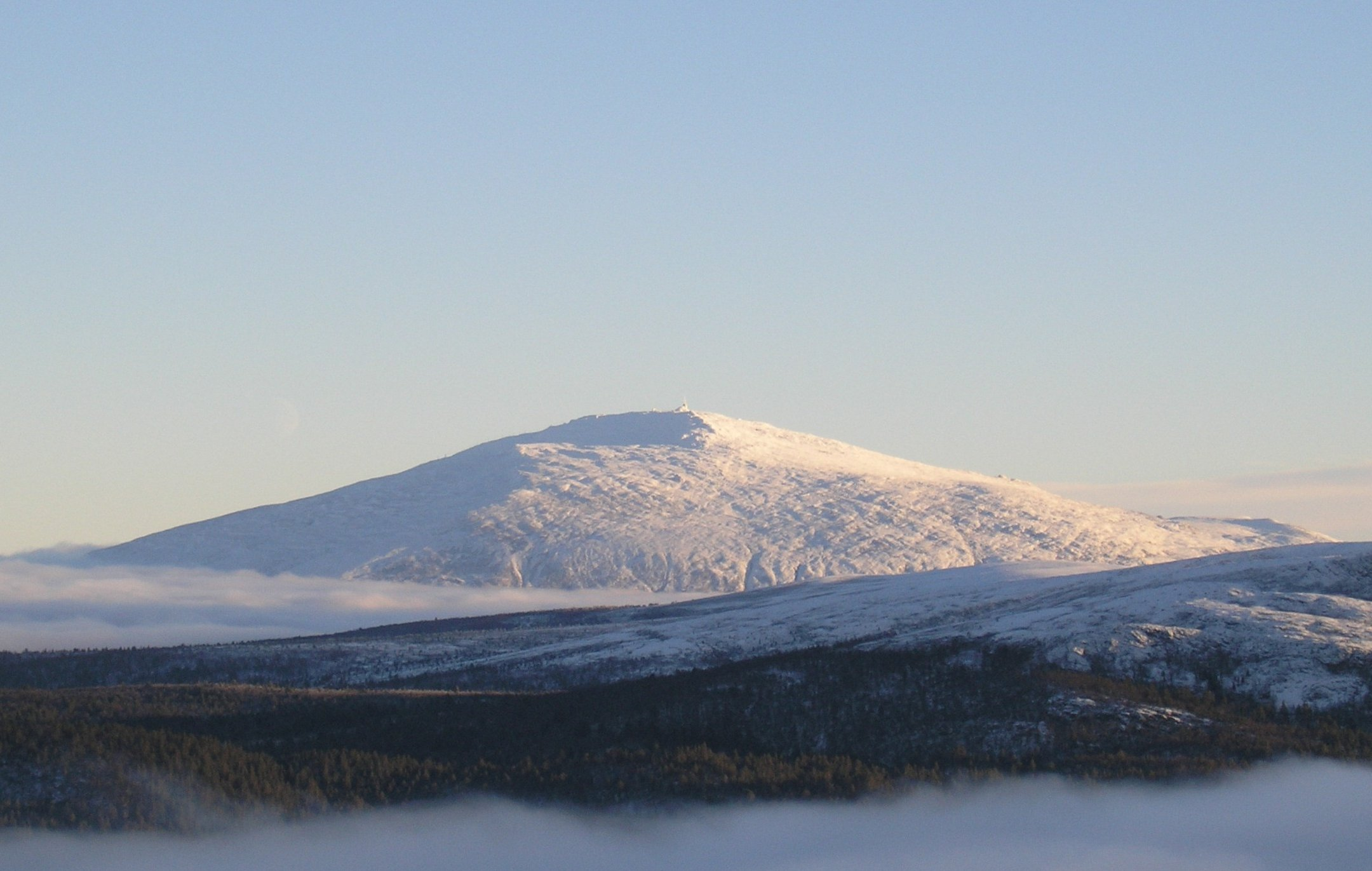
Krajobraz Østerdalen - miejsca akcji

- Hugar - myśliwy, odludek, dwadzieścia lat spędził polując na Grenlandii,
- Lilleif Havsten - wizjoner, zwolennik rozwoju turystyki w dolinie Rødalen,
- Parelius Hegtun - właściciel hotelu, nie panuje nad ruchami gałek ocznych,
- Julia Hornfeldt - córka jednego z profesorów (Victora Hornfeldta), osoba bardzo urodziwa,
- Johanna Gudner - archeolog,
- Mathias Grinden - konserwator regionalny,
- Jens Vesterdal - dermatolog,
- Tor Meissner - patomorfolog z Uniwersytetu w Tromsø,
- Cecilie Lund-Høegh - radiolog z Wyższej Szkoły Technicznej w Trondheim,
- Edvard Havsten - radiolog z tej samej uczelni,
- Johan Motzfeldt - zoolog z Muzeum Zoologicznego w Oslo,
- Martin Grüner - odontolog z Wyższej Szkoły Techniki Dentystycznej z Oslo,
- Marta Mulligan - mikrobiolog z Oslo[4].